# Erinnyis cinifera
Erinnyis cinifera är en fjärilsart som beskrevs av Jose Francisco Zikán 1934. Erinnyis cinifera ingår i släktet Erinnyis och familjen svärmare. Inga underarter finns listade i Catalogue of Life.